# Centaurea sagredoi
Centaurea sagredoi — вид квіткових рослин родини айстрових (Asteraceae). Ендемік пд.-сх. Іспанії (в провінції Альмерія). Мешкає в горах Альмерії з невеликою рослинністю, сланцюватими, основними ґрунтами, вище 1500 метрів над рівнем моря.

## Морфологічна характеристика
Стебла довжиною від 20 до 30(40) сантиметрів, розгалужені від основи, прямі та білі. Листки зелені з обох боків, прикореневі зібрані в розетку, довжиною близько 6–8 см, біло запушені, довгочерешкові і оберненояйцевидно-видовжені, майже цілісні до перисторозсічених, з ланцетним кінцевим сегментом, більшим за бічні, виїмчасто-зубчастий; стеблові листки дрібніші, сидячі, при підйомі зменшуються в розмірах, нижні перисторозсічені, середні трійчасті, верхні ланцетно-лінійні, цілокраї, всі листки гостророзсічені. Голови кінцеві та поодинокі, невеликі, прямостоячі, від 12 до 15 міліметрів у діаметрі під час цвітіння. Квітки з фіолетово-білим віночком біля основи і пурпуровим у верхній частині. Плоди сім'янкоподібні, довжиною близько 5 міліметрів, з блідим папусом від 1 до 2 міліметрів. Цвіте з травня по червень.
Цвіте з травня по червень.